# 赤ハゲ山
- 赤ハゲ山[1]、赤禿山[2]、アカハゲ山[3]

赤ハゲ山（あかハゲやま）は、島根県隠岐郡知夫村にある山。標高325メートルであり、知夫里島の最高峰である。赤はげ山、アカハゲ山、赤禿山などとも表記される。しま山100選、島の宝100景。
頂上に展望台があり、世界的にも珍しいとされるカルデラ湾（島前カルデラ）を囲む島前諸島など、360度の眺望がある。

## 地理

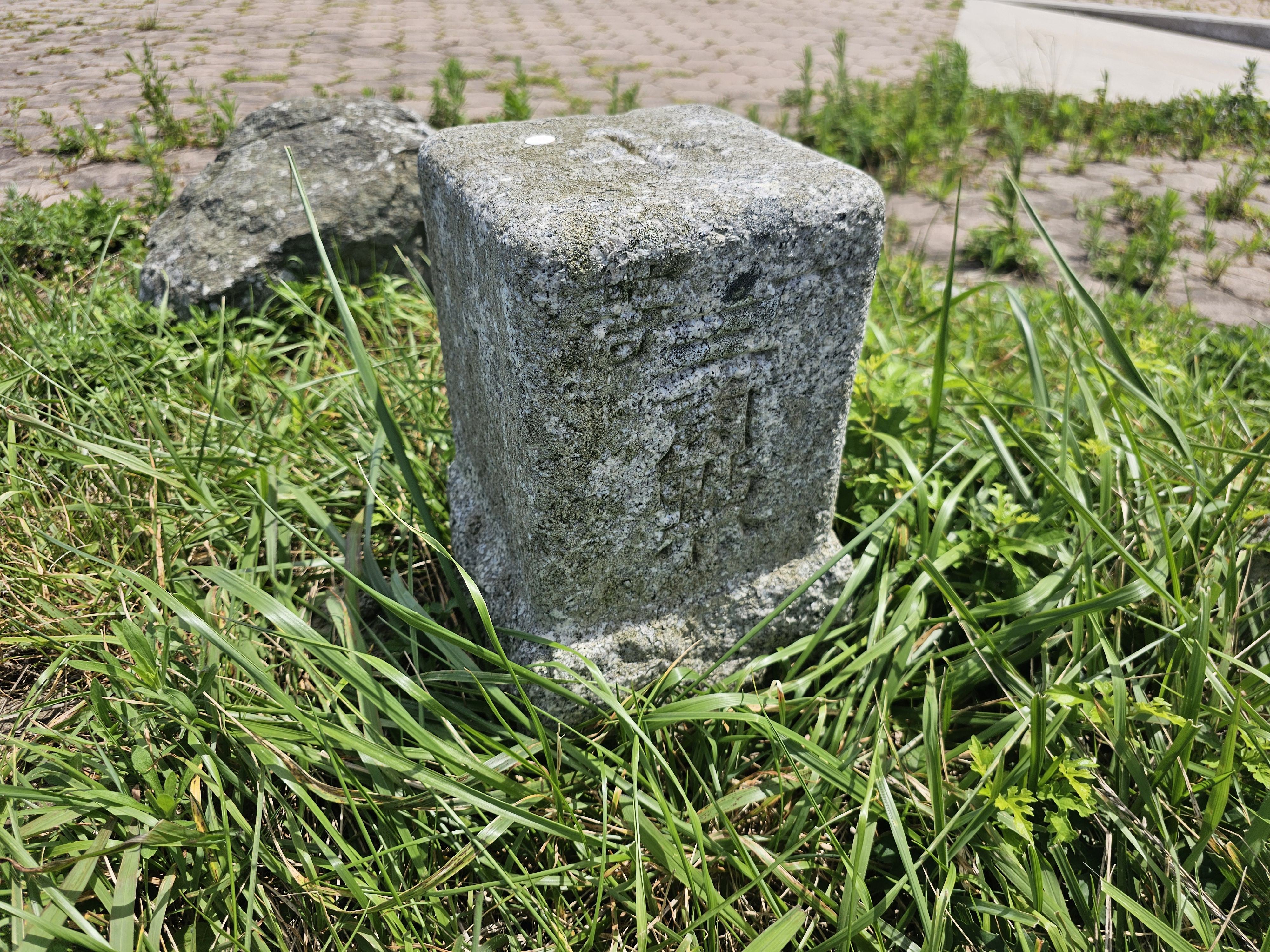
山頂の三角点

### 地形
島前の南端に位置する知夫里島の西側にあり、最高標高は325メートルである。知夫里島の平地は降雪や降霜が少ないとされるが、赤ハゲ山では冬期に積雪がある。
なだらかな山頂付近にはほとんど木はなく、草原が広がっており、名の通りハゲているようにみえる。山頂は360度の眺望があり、眼下には知夫里島、中ノ島（海士町）、西ノ島（西ノ島町）に囲まれた島前湾（島前カルデラ）が広がっている。中ノ島の奥には島後（隠岐の島町）の山も見ることができ、南方は本州の島根半島、大山、三瓶山まで見通すことができる。
頂上から少し東側に下がったところには仁夫里坊跡と宇類美坊跡があり、石碑が建っている。

### 地質

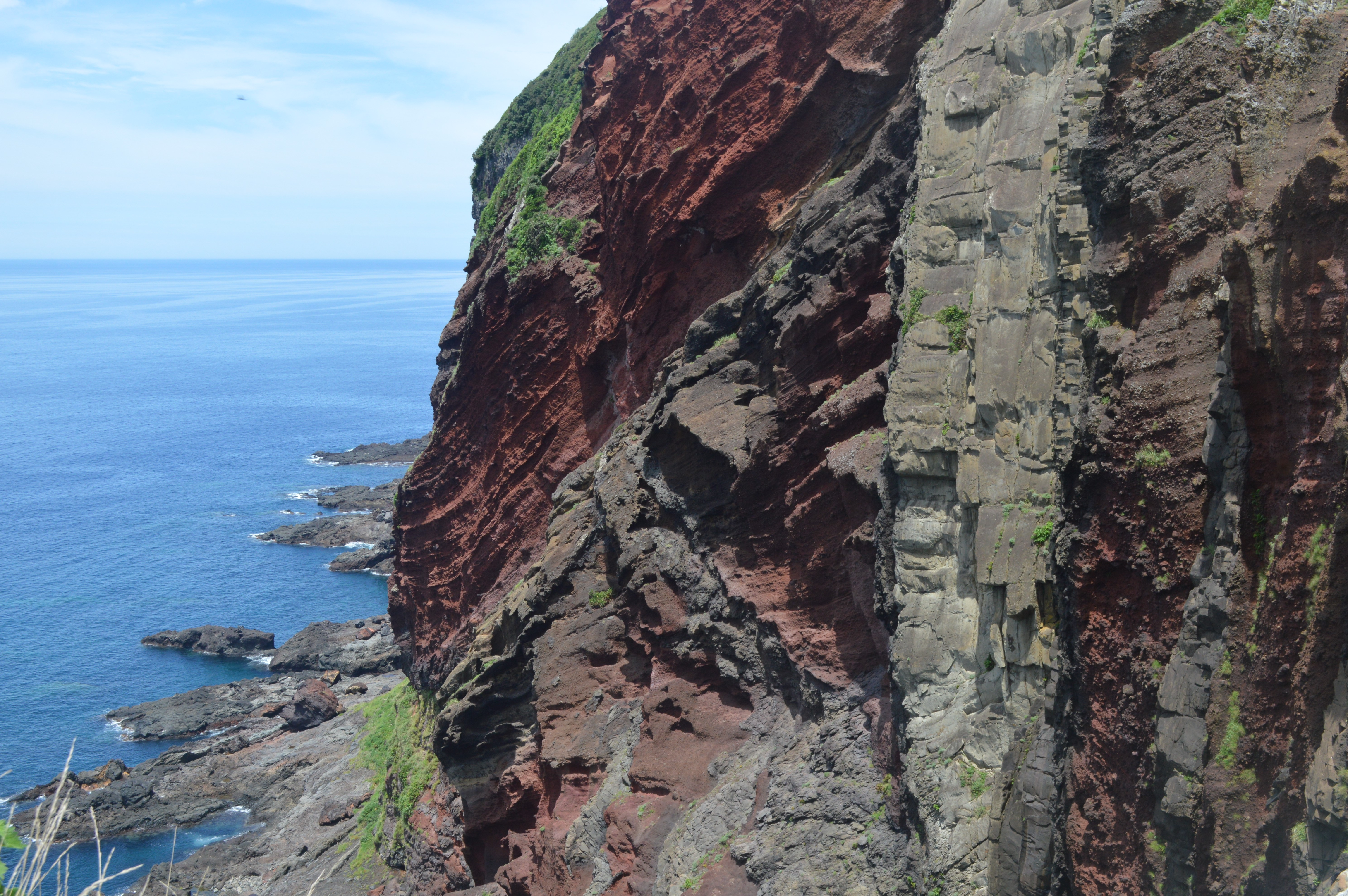
粗面玄武岩が露出する知夫赤壁

知夫里島は西ノ島の焼火山を中央火山口丘とするカルデラ火山の外輪山の一部であり、同じ外輪山を構成する島前の中ノ島や西ノ島と同様に、知夫里島の大半は約630～530万年前の後期中新世に活動したアルカリ岩系列の玄武岩である粗面玄武岩に覆われている。塩基性からやや塩基性の火山岩である粗面玄武岩、または、玄武岩質粗面安山岩の溶岩と火砕岩で成る。
日本海に面した西側の山裾は海食崖を成しており、赤黒い粗面玄武岩が露わになっているが、鉄分の酸化作用で特に鮮やかな赤色を呈している場所が知夫赤壁と呼ばれる景勝地となっている。

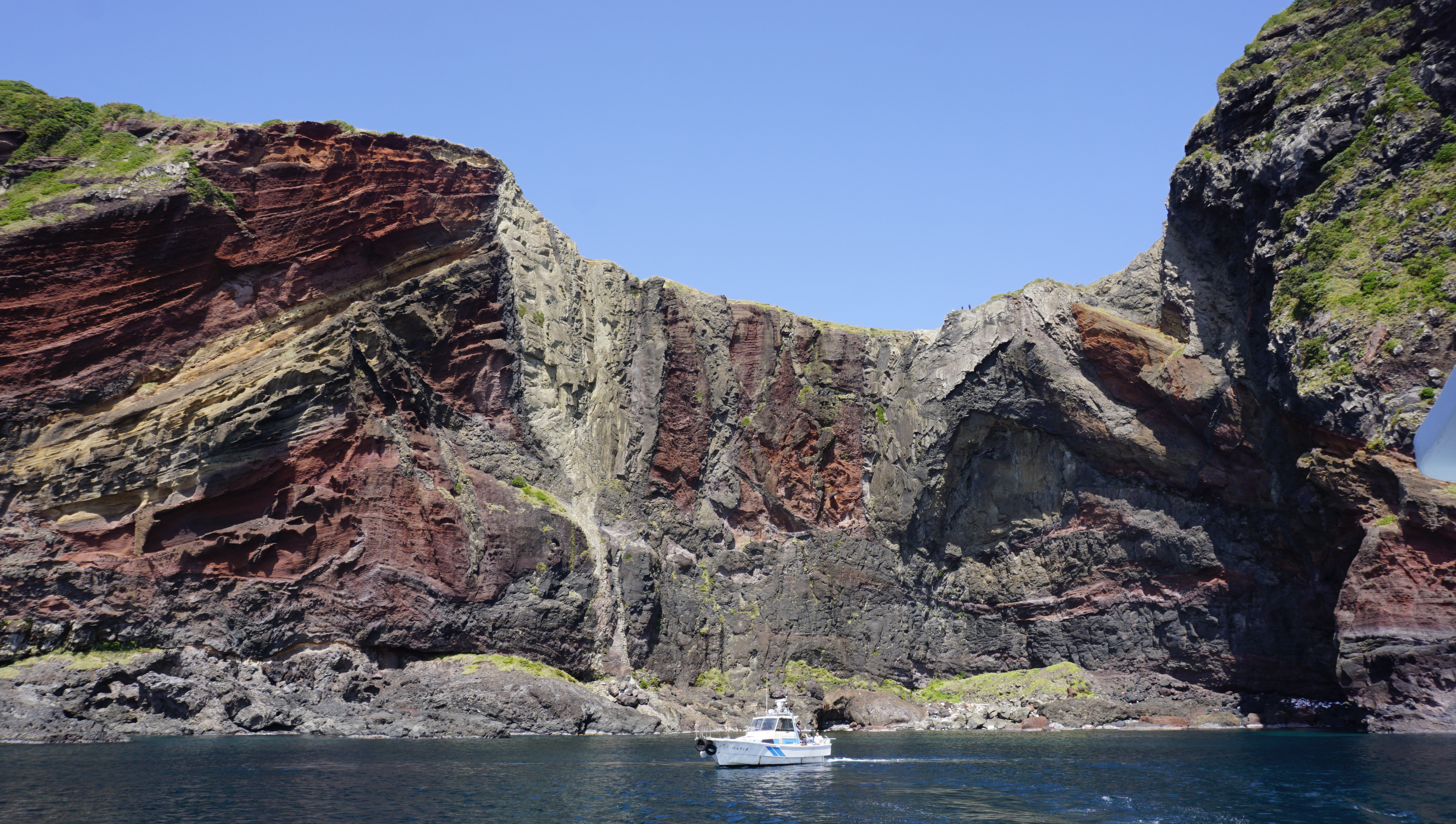
海から見た知夫赤壁
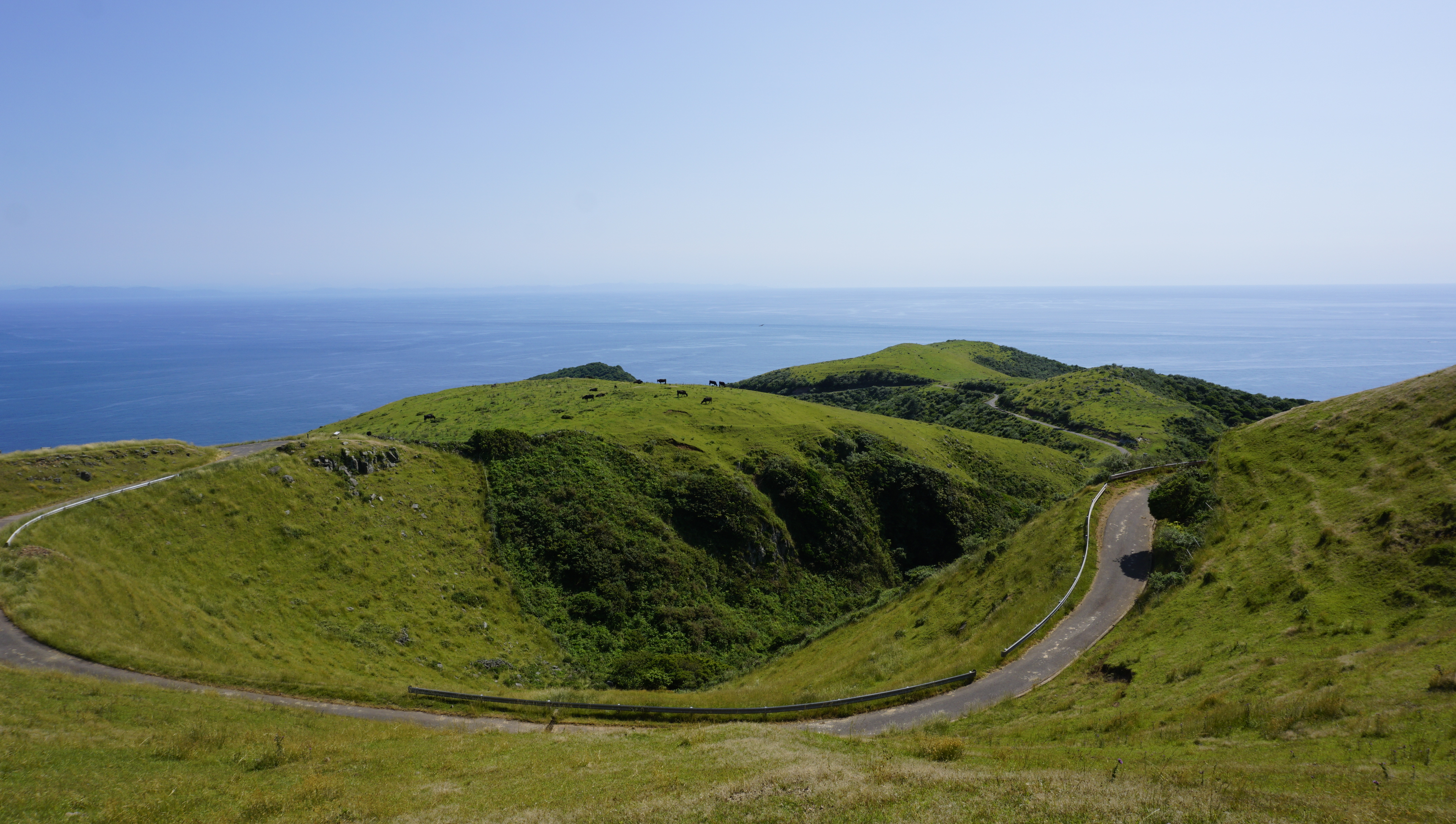
赤ハゲ山山頂から見た山肌

### 水脈
山頂付近に地下深くからの水脈の出口が複数あり、それぞれ名が付けられている。登山口を起点に「ハゲラ水」「スゲザラ水」「長大背水」「古海赤禿水」「光り水」「蛇水」などであり、放牧する牛馬の飲用水として重宝されている。

## 自然環境

### 植生

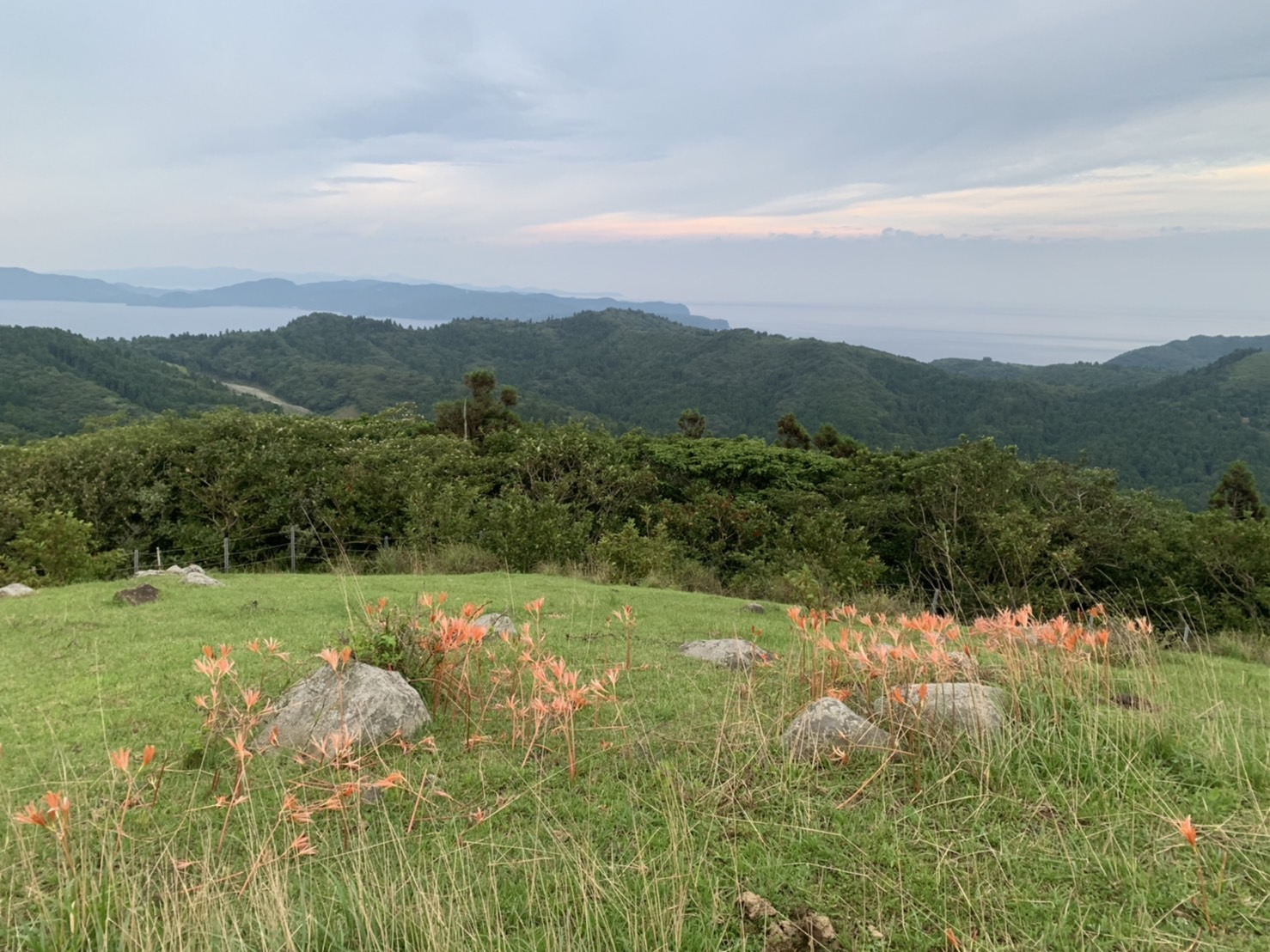
オオキツネノカミソリ

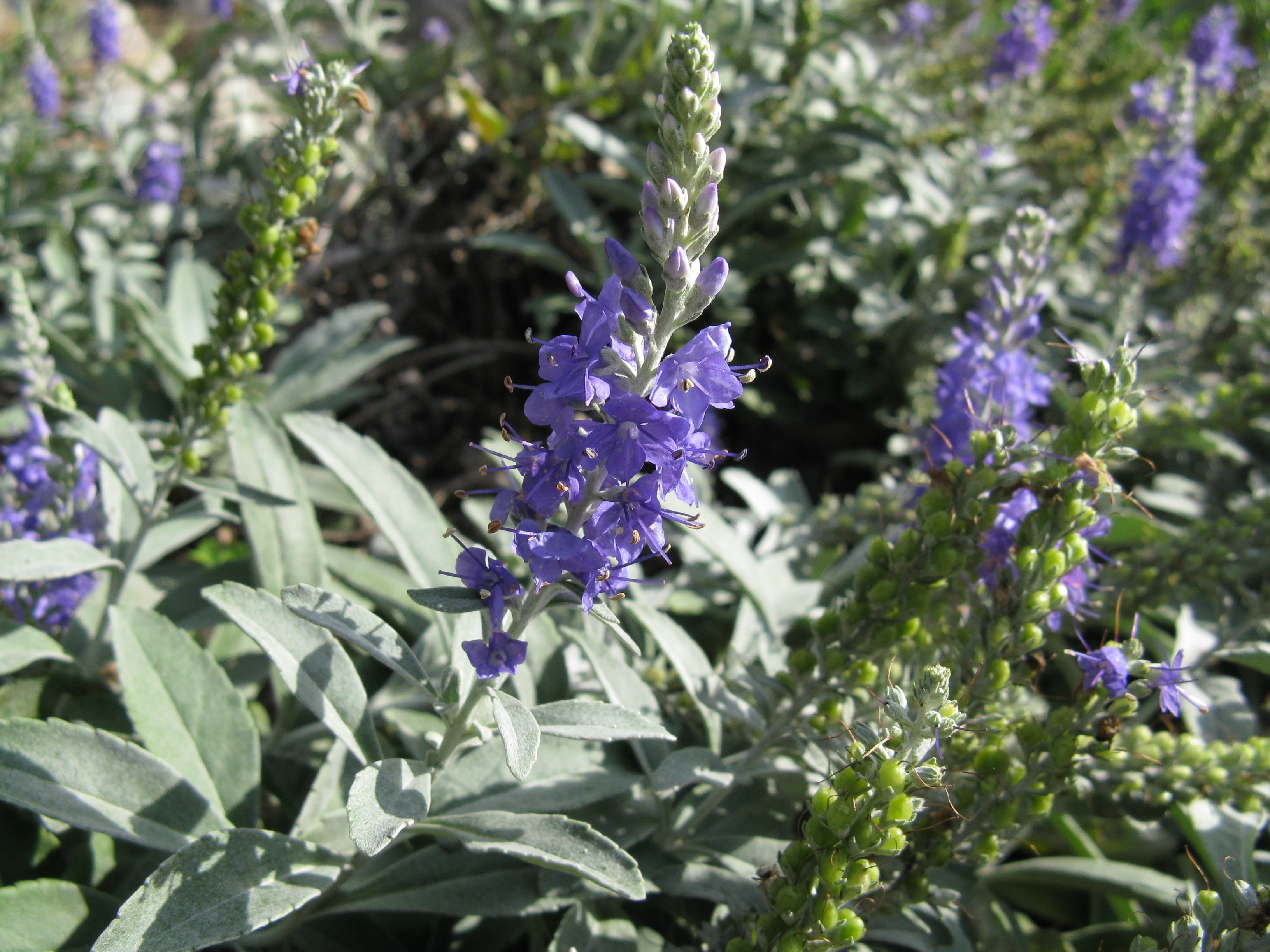
トウテイラン

赤ハゲ山までの道のりには4月下旬から5月頃にかけて野ダイコンが咲き乱れ、写真家の加藤庸二は「その美しさはまさに絶景である」と評している。知夫村ではこの光景にちなみ、春に「野だいこん祭り」と称する島開きイベントを開催する。
赤ハゲ山には野ダイコンのほかにもツルボ、センニチソウなど四季折々の野草が咲き乱れ、オキタンポポ、オキノアザミ、オキノアブラギクのような隠岐諸島の固有種も生育している。オキタンポポは、主に林縁や草原に生育している。オキノアザミは主に沿岸部から、山地まで幅広く分布していて、特に牛馬が本種の棘を嫌い、食さないこともあり、放牧地で数多く生育している。オキノアブラギクは海岸崖地、林縁などに生育している。
また、赤ハゲ山の北斜面下部からウグイガ崎までの範囲で、落葉広葉樹林が見られる。この林の高木には主に、アキニレ、クマノミズキ、ネムノキ、アカメガシワ、ヤマグワなどの広葉樹が混生して林が成り立っており、そのなかで特に多いのがアキニレである。林の中の低木にも主に、マユミ、ガマズミ、ウツギ、サンショウ、ゴマギ、ムラサキシキブ、ニワトコ、アキグミ、クサギなどの落葉性低木が多く自生している。さらに、林内にはタブノキの幼木が多く見られることから、将来このまま放置されれば、タブノキ林が形成されていく範囲になると考察されている。
赤ハゲ山や高平山などの草原、低木群落の中に岩が露出した場所があるが、その岩の上にミツバイワガサというバラ科の植物の群落がある。また、その群落は群落高1メートル前後の特異な植物群落として形成されている。群落内にはミツバイワガサのほかにも、イボタノキ、ウツギなどの低木、海岸崖地に生える隠岐の固有種のオキノアブラギク、トウテイランも生えることがある。本来、ミツバイワガサ群落は隠岐諸島に固有な群落であり、隠岐全体の海岸寄りの岩場や崖地に生育している。
赤ハゲ山のキツネノカミソリは全て変種のオオキツネノカミソリであるとされ、中腹に数か所と麓にいくらか生育しているとされる。

### 動物
知夫里島はオオウラギンヒョウモンの島根県内における唯一の生息地であったが、1987年（昭和62年）に松枯れ対策のための殺虫剤空中散布が始まって以降、数年にわたる生息調査によっても生息が確認されず、ほぼ絶滅したものとみられる。

## 歴史

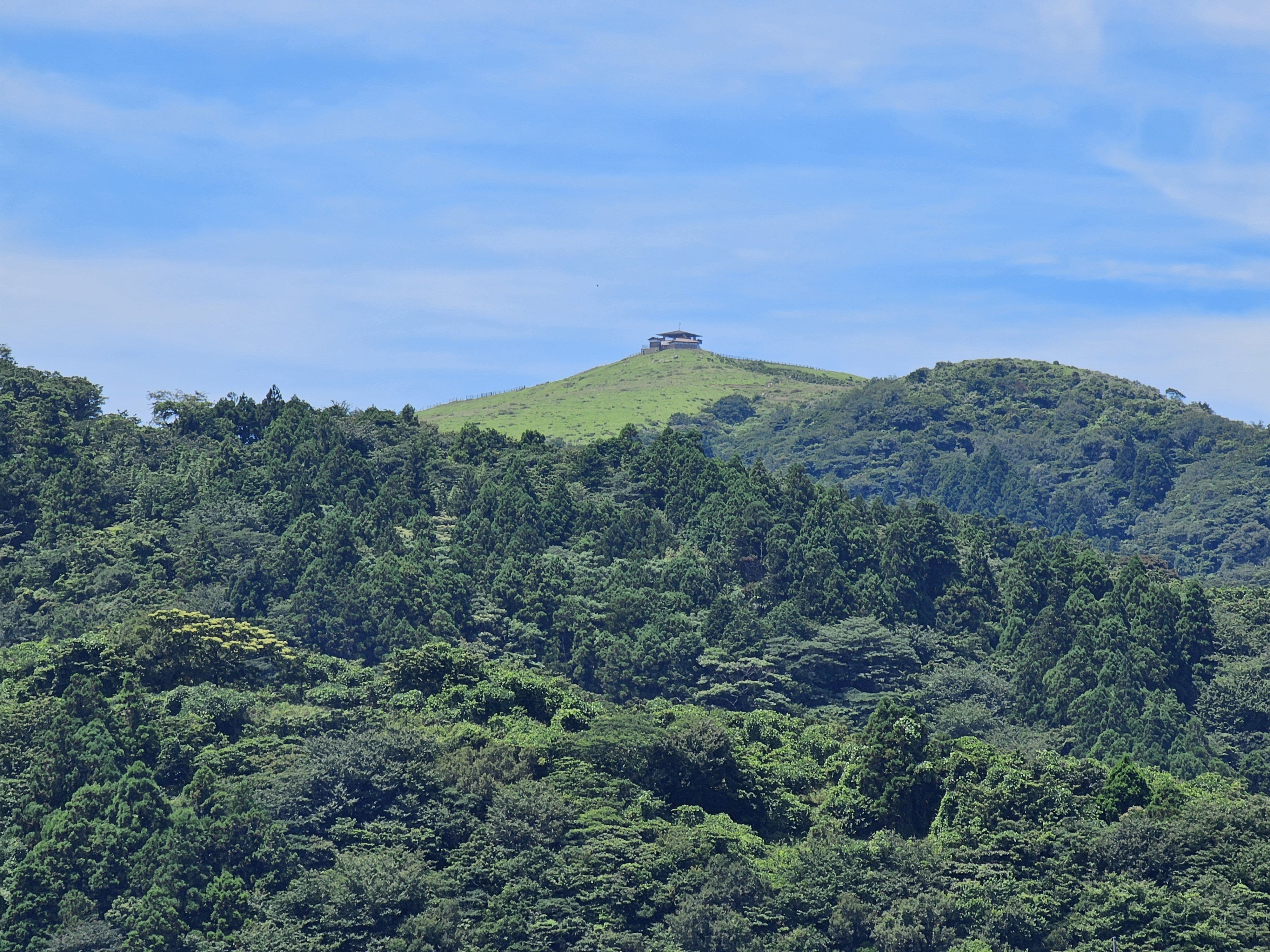
海上から見た赤ハゲ山

赤褐色の土壌と、風が強く樹木が育ちにくい環境から「赤ハゲ山」と呼ばれる。元禄元年（1688年）編纂の地誌「増補隠州記」には「赤平山（あかひらやま）」の表記がある。

### 先史時代
山頂やその周辺より、黒曜石の石鏃やその剥片が発見されたが、そのほかに遺物の発見がないため時代の同定はできておらず、縄文時代もしくは弥生時代のものと考えられる。

### 中世
元弘2年（1332年）、謀反によって遠流に処された後醍醐天皇が、3月3日に島根半島の美保関に到着、美保関から3月26日に知夫里浦へ着船したとされる。後醍醐天皇が隠岐に移動の途中、知夫の港に到着後に、赤ハゲ山の中腹に建立されていた古寺「古海坊」と「仁夫里坊」に滞在したとされる。天皇は願掛けに仁夫里坊を「願成寺」、古海坊を境内に見応えのある松があったことから「松養寺」と命名した。
1504年（永正元年）に起きた山火事により、仁夫里坊と古海坊は焼失した。

### 現代

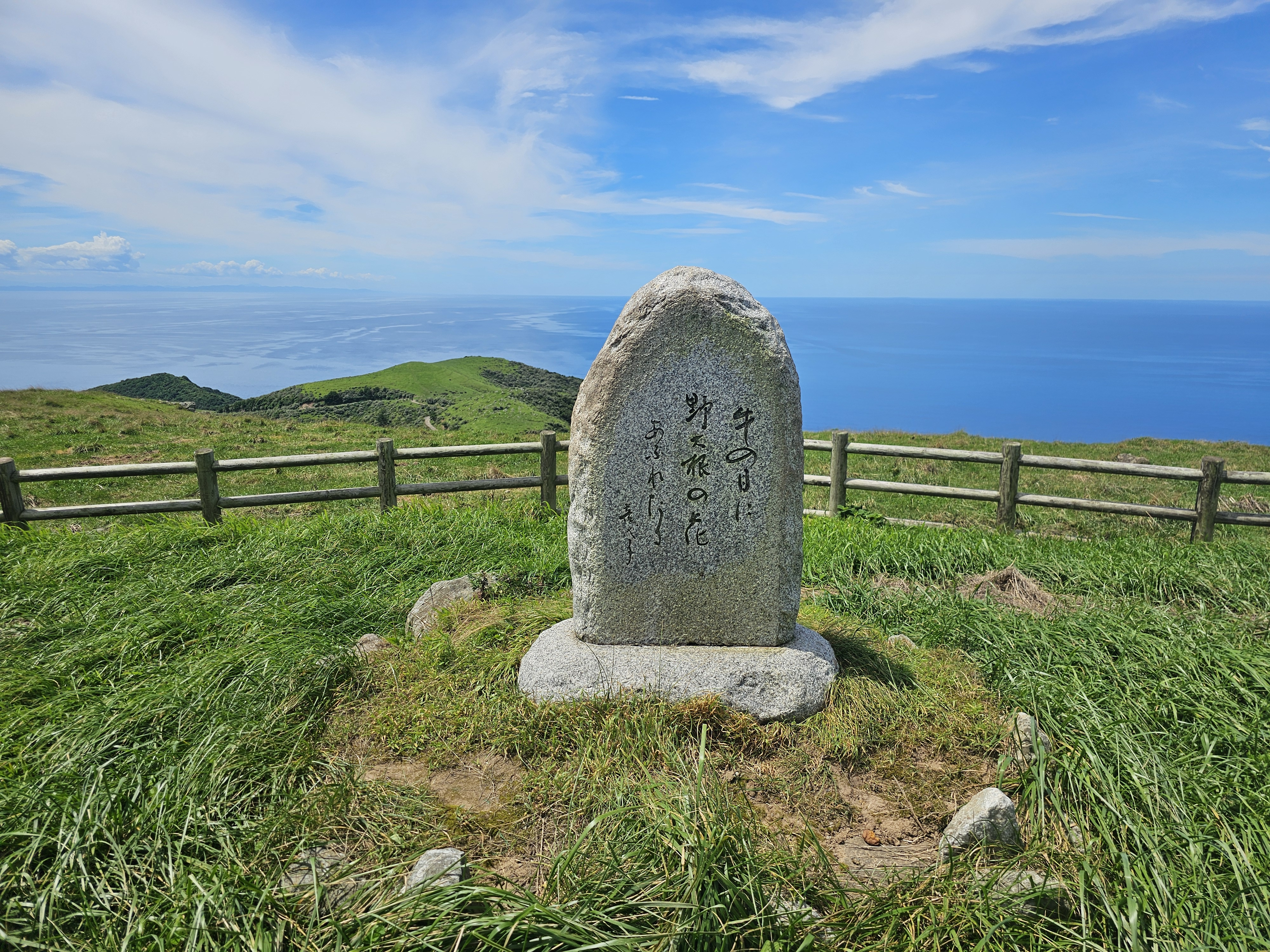
放牧風景を詠んだ山頂の歌碑

1965年（昭和40年）、赤ハゲ山牧道新設工事が実施され、展望休憩所が完成した。牧道は1967年（昭和42年）3月に完成し、その後、1974年（昭和49年）には赤ハゲ山を周る輪状の形となった。
1976年（昭和51年）5月10日、島根県知事の恒松制治が隠岐諸島を初めて巡視し、赤ハゲ山にも登山した。1979年（昭和54年）、NHK「中国路のどこかで」が赤ハゲ山で収録され、当時の青年団が全員動員された。
1980年（昭和55年）、草地造成工事が行われた。1990年（平成2年）、赤ハゲ山で山開きが行われ、山頂で餅まきが行われた。1996年（平成8年）、赤ハゲ山展望台が完成した。
2021年（令和3年）5月16日 - 東京オリンピックの聖火リレーが行われ、知夫村では赤ハゲ山の山頂がゴール地点となった。
地元有志で作る古道開拓の会が赤ハゲ山における古道の再発見と整備を進めており、2020年代には知夫里島観光協会が主催するウォーキングイベントなどが開催されている。

## 産業

### 放牧

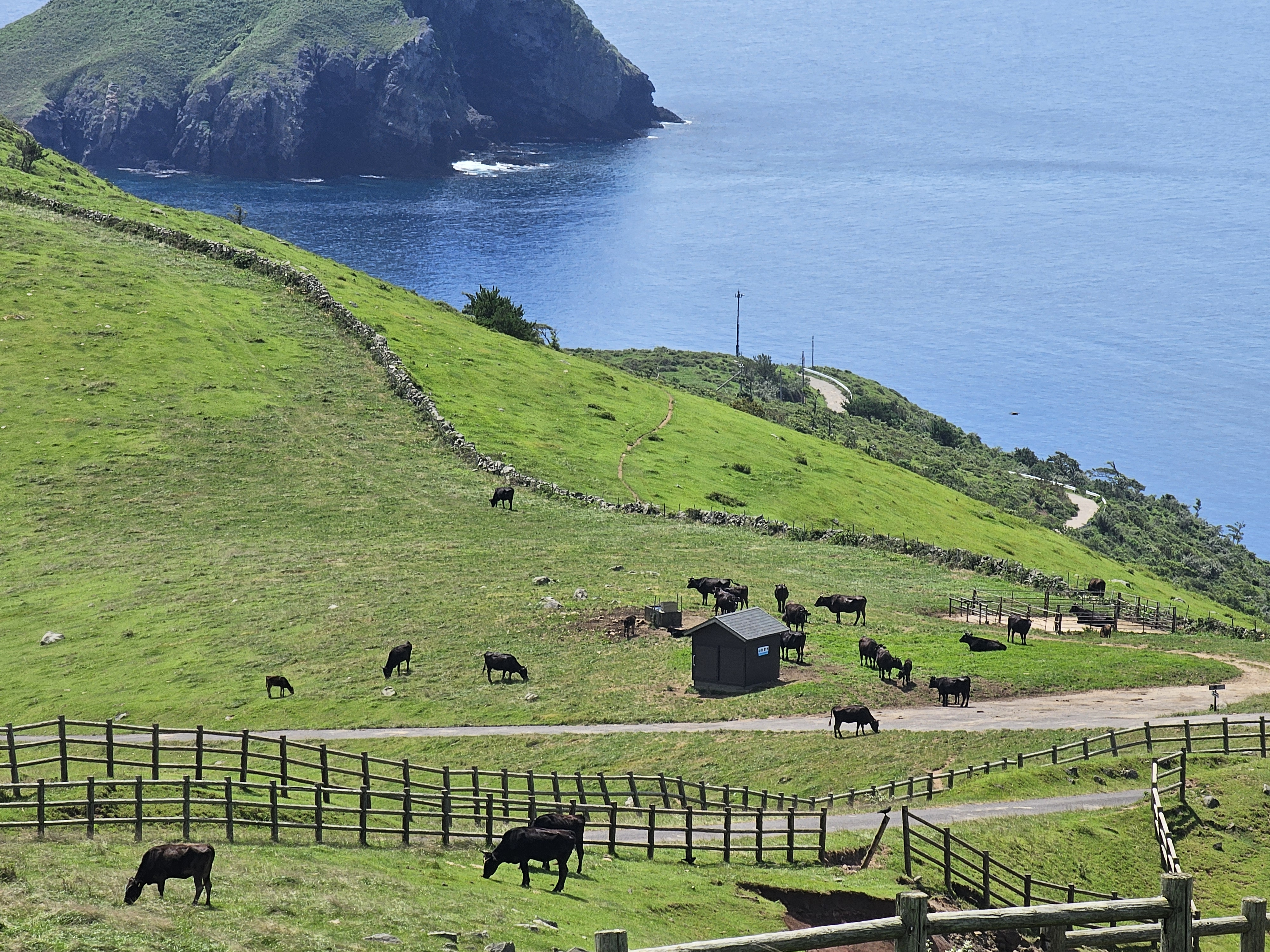
牛の放牧

山腹には湧き水の湧く場所が複数個所あり、牛馬の放牧に適している。2000年代現在も放牧が行われている。牧畑の境界には名垣（みょうがき）と呼ばれる石積みが築かれ、またテキサスゲートと呼ばれるキャトルグリッドを設置することで、牛馬が牧畑から出ないようにしている。

#### 牧畑農法
隠岐諸島では歴史的に輪換牧畑（輪転式牧場）と呼ばれる農法が行われており、赤ハゲ山を含めた知夫里島でも1970年代まで牧畑農法が行われていた。
知夫里島全体を居島牧、西牧、中牧、東牧の4の牧畑に区切り、牛馬を季節ごとに移動させて放牧する。4の牧畑は主として麦を耕作する本牧（麦山）、粟・稗・牧草を耕作する粟山、ほとんど耕作を行わない空無山（くなやま）、放牧地とする空山（あきやま）を循環させ、休耕や糞尿による地力の回復を経たうえで耕作する仕組みだった。
| 知夫里島における牧畑の模式図 | 知夫里島における牧畑の模式図 | 知夫里島における牧畑の模式図 | 知夫里島における牧畑の模式図 | 知夫里島における牧畑の模式図 |
|                              | 第1年度                      | 第2年度                      | 第3年度                      | 第4年度                      |
| ---------------------------- | ---------------------------- | ---------------------------- | ---------------------------- | ---------------------------- |
| 居島牧                       | 本牧→                        | 粟山→                        | 空無山→                      | 空山→                        |
| 西牧                         | 空山→                        | 本牧→                        | 粟山→                        | 空無山→                      |
| 中牧                         | 空無山→                      | 空山→                        | 本牧→                        | 粟山→                        |
| 東牧                         | 粟山→                        | 空無山→                      | 空山→                        | 本牧→                        |

#### 名垣（みょうがき）

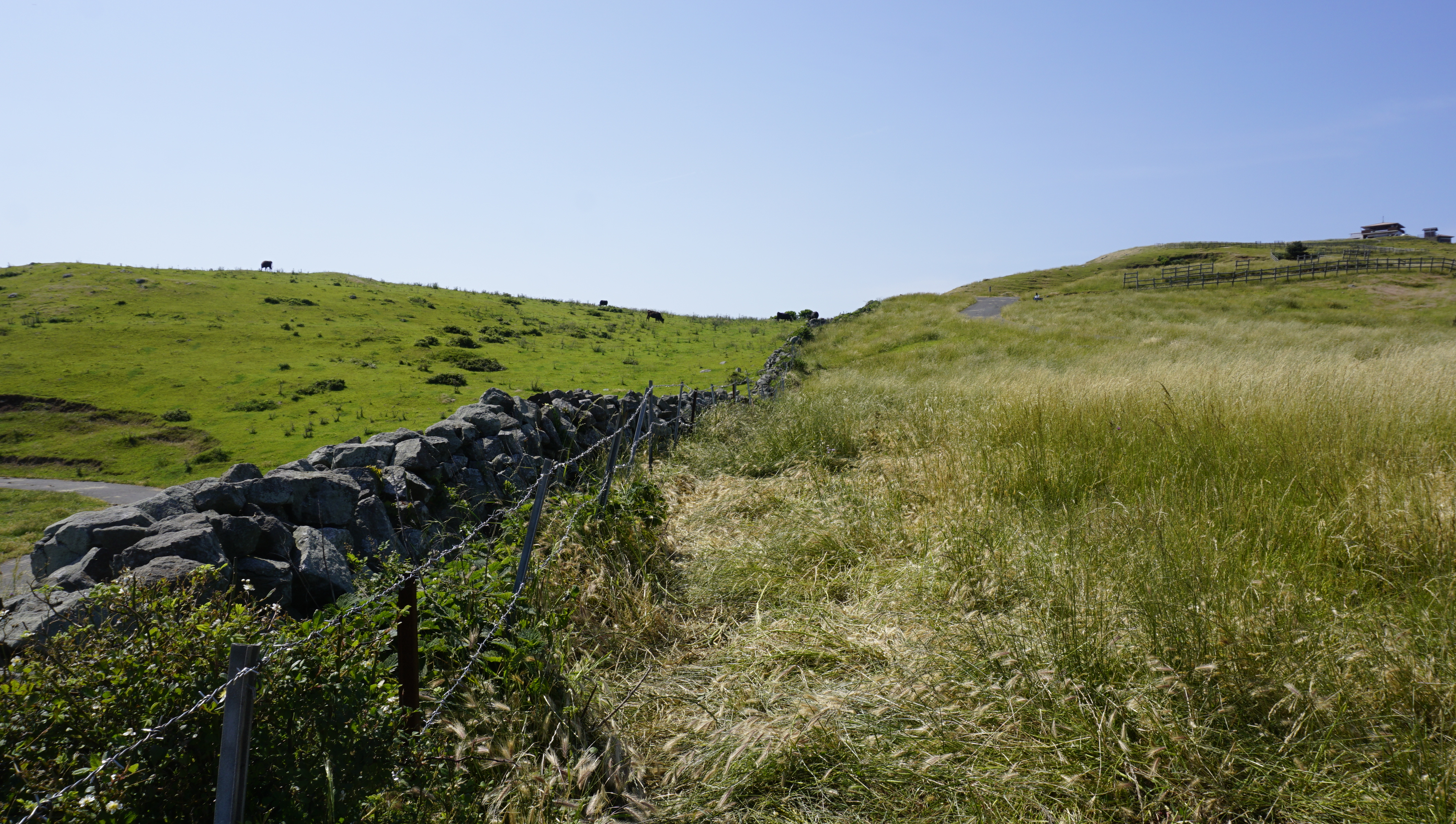
牧畑を区切る名垣

かつて、知夫里島は12人の名主（地主）によって治められており、牧畑も各名主によって支配されていた。1884年（明治17年）以前の知夫里島には牧畑の境界に簡素な垣しかなかったが、牛馬が人家の近くまで来るなどして不都合が多かったことから、石積みの名垣が構築された。畑を耕す際に出てきた石を積んだのが始まりとされており、周囲から出土した石を積んで作られている。「名主の垣」を省略して名垣と呼ばれるようになった。
輪換牧畑の農法は廃れたが、今日でも一部の名垣は残っており、中国の城壁になぞらえて「万里の長城」という異名を持っている。「赤ハゲ山の牧畑用石垣」は隠岐ユネスコ世界ジオパークのジオサイトに選定されている。

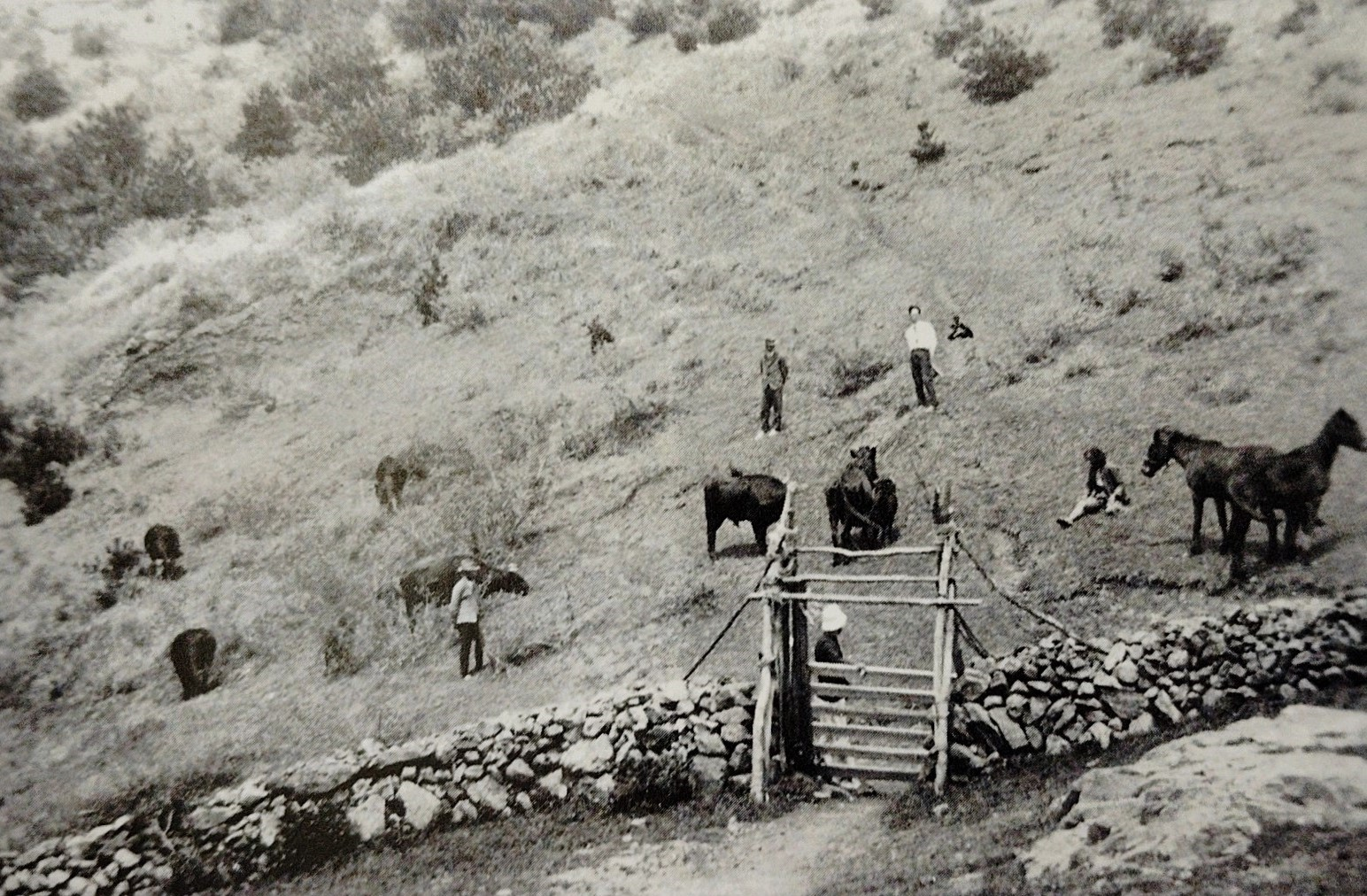
昭和初期における牛の放牧
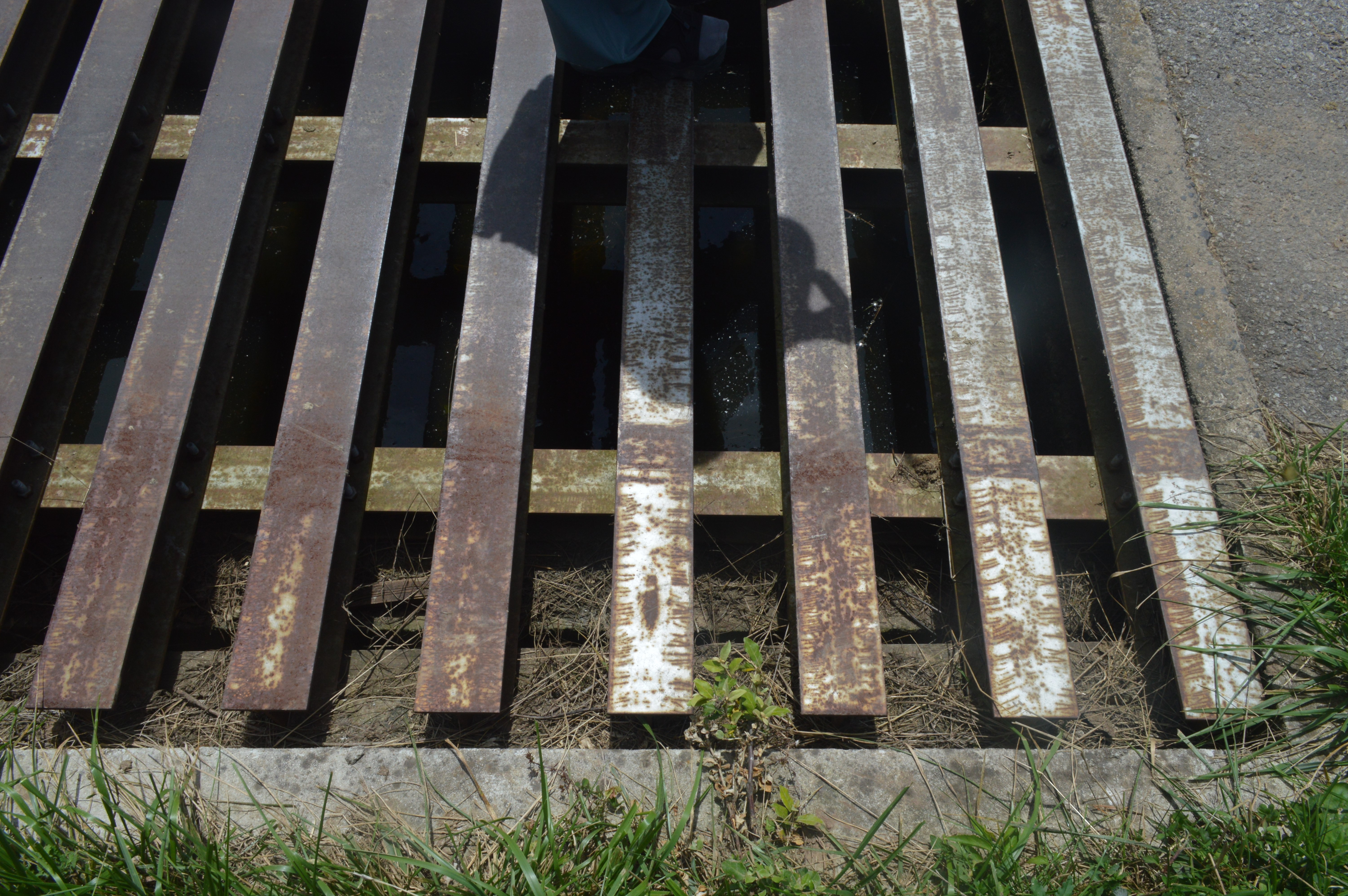
テキサスゲート

## 史跡

### 後醍醐天皇にまつわる史跡
古海坊跡（うるみぼう）
古海坊跡（宇類美坊跡）は赤ハゲ山の字古海バージトにあり、字郡にある松養寺の古い呼び方である。自然石の石碑が建立されており、表面には「後醍醐天皇行在所古海坊跡」と彫られている。
仁夫里坊跡（にぶりぼう）
仁夫里坊跡は赤ハゲ山の字古海バージドにある。自然石の石碑があり、表面には「後醍醐天皇行所仁夫坊跡」と彫られている。
仁夫里坊が焼失した年は正確にはわかっていないが、永禄年間（1558年～1570年）から元亀年間（1570年～1573年）を経て天正年間（1573年～1592年）まで約70年の間の出来事とされる。その後、字来居に移転して願成寺となった。

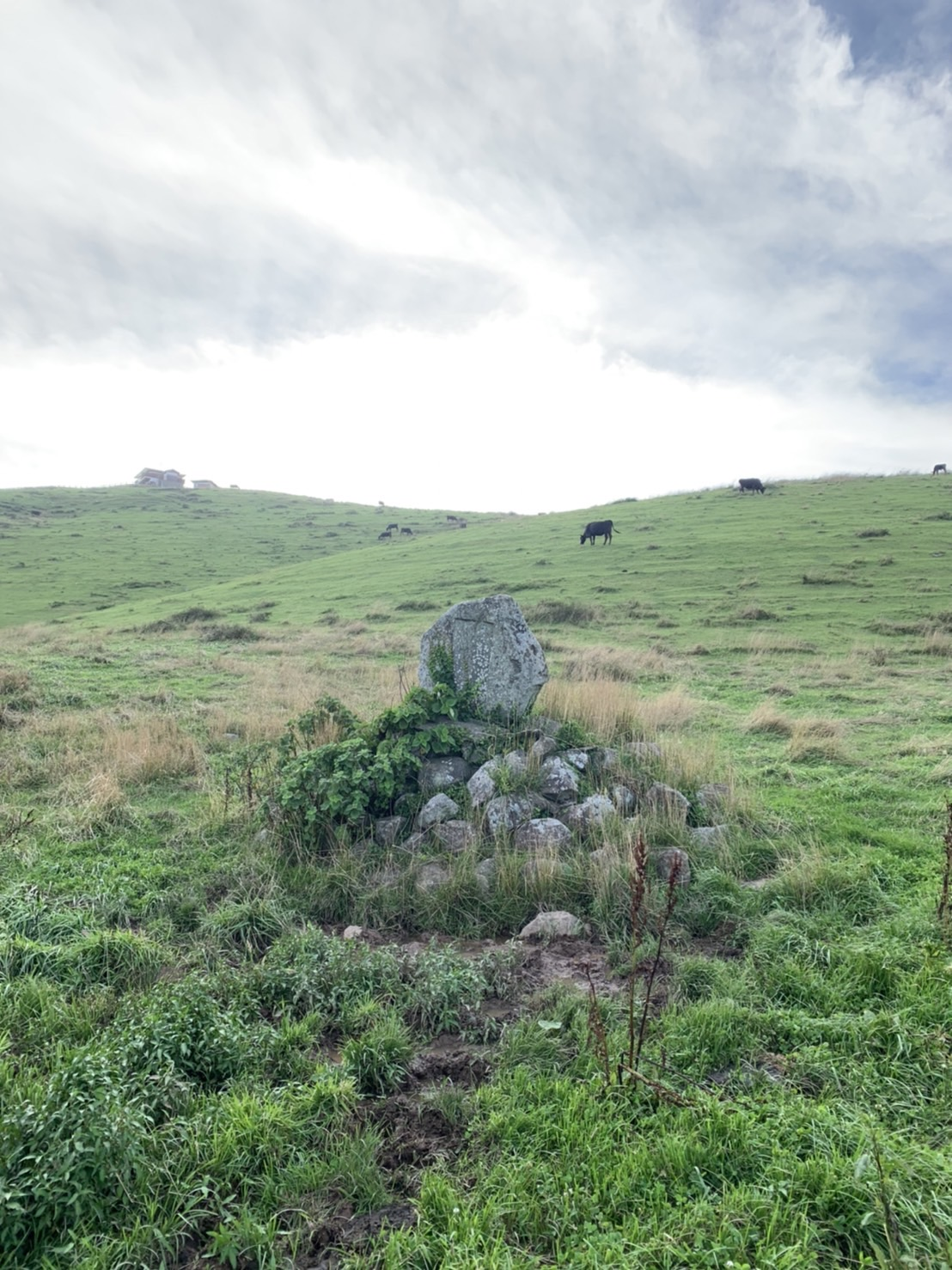
古海坊跡
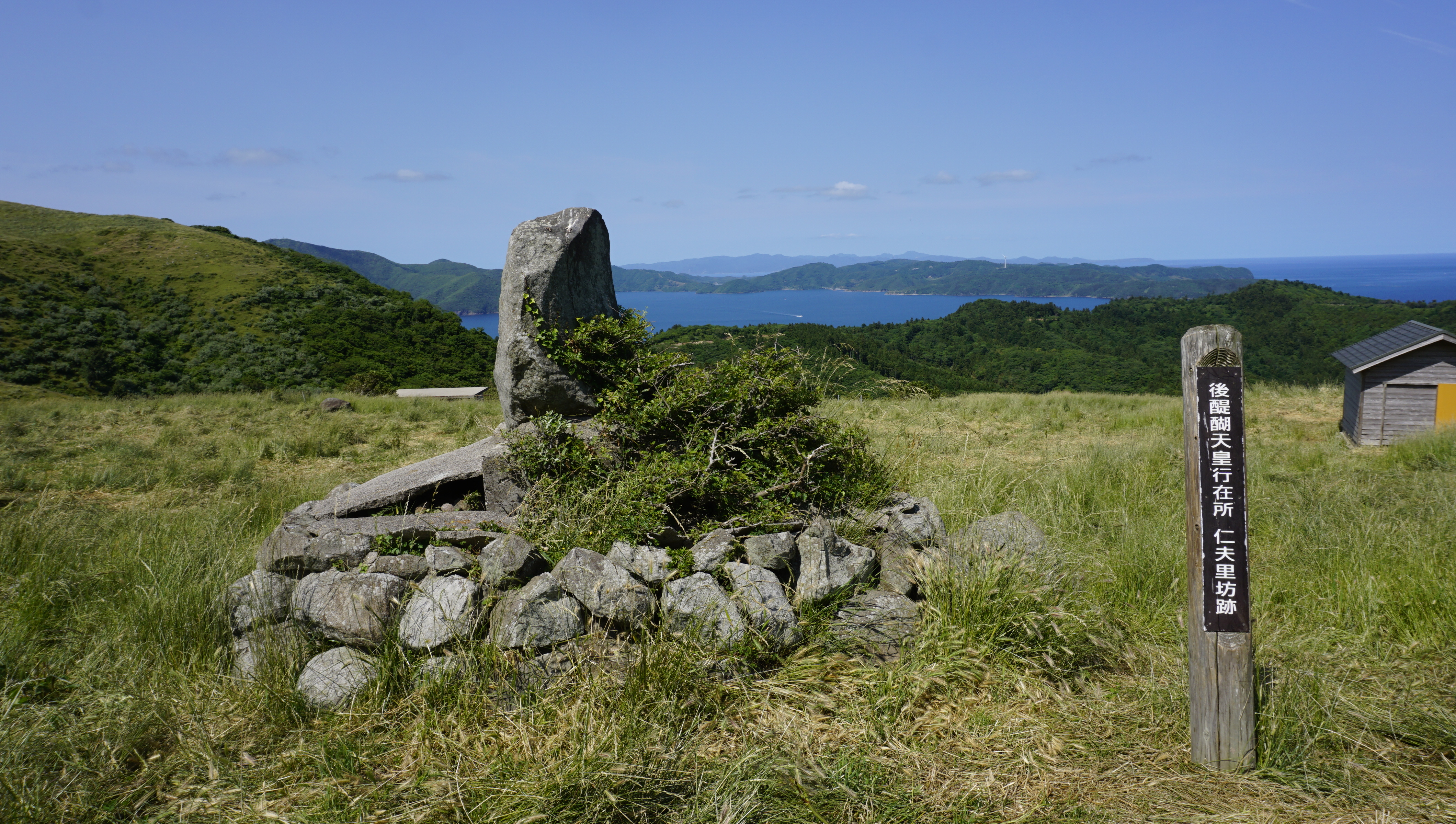
仁夫里坊跡

### 大山さん

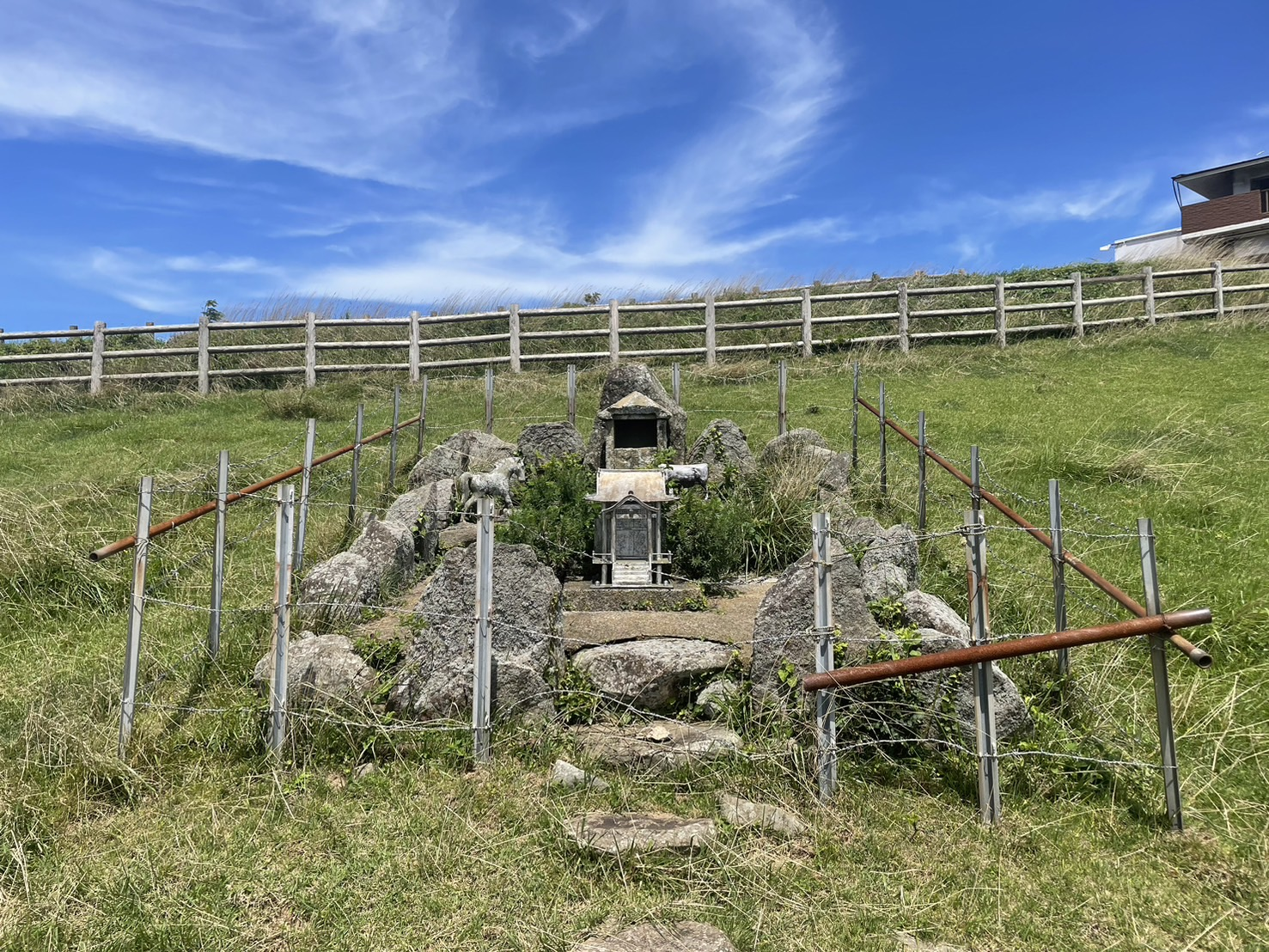
赤ハゲ山の大山さん

1932年（昭和7年）には山頂近くに「大山さん」と呼ばれる祠が建立された。牛馬の神として畜産農家の信仰を受けており、1985年（昭和60年）に遷宮祭が行われた。

## 現地情報
| 1              | 2       | 3        | 4         | 5        | 6         | 7         | 8         | 9         | 10        | 11     | 12        |
| 138 9 6        | 104 8 6 | 140 11 8 | 134 15 12 | 89 18 14 | 176 19 17 | 204 20 19 | 240 23 22 | 163 21 19 | 200 19 18 | 142 16 | 147 13 -2 |
| 気温（°C）     |         |          |           |          |           |           |           |           |           |        |           |
| 総降水量（mm） |         |          |           |          |           |           |           |           |           |        |           |

| インペリアル換算 | インペリアル換算 | インペリアル換算 | インペリアル換算 | インペリアル換算 | インペリアル換算 | インペリアル換算 | インペリアル換算 | インペリアル換算 | インペリアル換算 | インペリアル換算 | インペリアル換算 |
| ---------------- | ---------------- | ---------------- | ---------------- | ---------------- | ---------------- | ---------------- | ---------------- | ---------------- | ---------------- | ---------------- | ---------------- |
| 1                | 2                | 3                | 4                | 5                | 6                | 7                | 8                | 9                | 10               | 11               | 12               |
| 5.4 48 43        | 4.1 46 43        | 5.5 52 46        | 5.3 59 54        | 3.5 64 57        | 6.9 66 63        | 8 68 66          | 9.4 73 72        | 6.4 70 66        | 7.9 66 64        | 5.6 61           | 5.8 55 28        |
| 気温（°F）       |                  |                  |                  |                  |                  |                  |                  |                  |                  |                  |                  |
| 総降水量（in）   |                  |                  |                  |                  |                  |                  |                  |                  |                  |                  |                  |

| 1              | 2       | 3        | 4         | 5        | 6         | 7         | 8         | 9         | 10        | 11     | 12        |
| 138 9 6        | 104 8 6 | 140 11 8 | 134 15 12 | 89 18 14 | 176 19 17 | 204 20 19 | 240 23 22 | 163 21 19 | 200 19 18 | 142 16 | 147 13 -2 |
| 気温（°C）     |         |          |           |          |           |           |           |           |           |        |           |
| 総降水量（mm） |         |          |           |          |           |           |           |           |           |        |           |

| インペリアル換算 | インペリアル換算 | インペリアル換算 | インペリアル換算 | インペリアル換算 | インペリアル換算 | インペリアル換算 | インペリアル換算 | インペリアル換算 | インペリアル換算 | インペリアル換算 | インペリアル換算 |
| ---------------- | ---------------- | ---------------- | ---------------- | ---------------- | ---------------- | ---------------- | ---------------- | ---------------- | ---------------- | ---------------- | ---------------- |
| 1                | 2                | 3                | 4                | 5                | 6                | 7                | 8                | 9                | 10               | 11               | 12               |
| 5.4 48 43        | 4.1 46 43        | 5.5 52 46        | 5.3 59 54        | 3.5 64 57        | 6.9 66 63        | 8 68 66          | 9.4 73 72        | 6.4 70 66        | 7.9 66 64        | 5.6 61           | 5.8 55 28        |
| 気温（°F）       |                  |                  |                  |                  |                  |                  |                  |                  |                  |                  |                  |
| 総降水量（in）   |                  |                  |                  |                  |                  |                  |                  |                  |                  |                  |                  |

### 交通アクセス
来居港から徒歩50分～1時間、または、車で20分。歩行者専用の登山道は無い。

### 施設
- 展望台（山頂）
- 公衆トイレ（山頂）
- 駐車場（山頂）